# 小山啓太
小山 啓太（こやま けいた、1978年1月22日 - ）は、日本の身体教育学者、アスレチック・トレーニング学者。群馬大学大学院医学系研究科准教授。クルル株式会社CTO。
国内で200名程度しかいないNATA-ATC（米国準医療資格）保持者である。一般社団法人運動発達支援研究センター代表理事。北海道旭川市出身（札幌市生まれ）。

## 来歴
1996年　立正大学法学部入学。2000年　立正大学法学部卒業。
2003年　エンポリア州立大学大学院スポーツ医科学専攻課程修了。2008年　セントラルミシガン大学大学院運動科学専攻課程修了。
2009年　立正大学講師。2016年　立正大学法学部法学科特任講師就任（-2019年）。
2019年　群馬大学大学院医学系研究科准教授就任。

## 人物
- 群馬大学大学院医学系研究科では、スポーツ障害予防、ボール運動と子どもの発達・発育をテーマに研究を行っている。2020年よりeviGymのトレーナー[5]を務め、現在はクルル株式会社のCTOとして同ジムで働くトレーナーの教育を行なっている。
- 小学5年生の頃に野球を始め、中学時代にはキャプテンを務める。
- 高校は野球強豪校の旭川実業高等学校に進学し、3年生の夏には甲子園出場を決めるが、大会の前日練習で腰のヘルニアが悪化。そのまま最後の甲子園の夏を終える[4]。
- 進学した立正大学でも野球を続け、4年生のときに日米大学野球を通じてアメリカの野球やスポーツのあり方にはじめて触れる。自身の怪我の経験もあり、「スポーツ医学や、野球を最先端のアメリカで学びたい」という思いが芽生え、アメリカ行きを決意。大学卒業と同時にアメリカのエンポリア州立大学大学院へ留学する[4]。
- アメリカ留学時代には、野球、ソフトボール、陸上、サッカー、アメリカンフットボール、レスリングとさまざまなスポーツにおいてトレーナー経験を積む。大学野球の日本代表では、プロ野球選手100名以上のトレーニングも経験。
- 帰国後は2009年から母校である立正大学で講師を務め、2016年から2019年まで立正大学法学部の特任講師を務めた[4]。
- ミズノの心と体の発育応援グッズ「エリプスセンス」（後述）を開発・監修するなど多方面で活躍している[4]。

## エリプスセンス
子供たちの投げる能力を向上させるためのボール「エリプスセンス」を考案し、ミズノと共同で開発を進め、2019年に商品化した。小山は2009年の帰国後母校で講師を務める傍ら、日本各地で子供向けの野球教室を開催。子供が球を上手く投げられる方法を模索し、2016年に「エリプスセンス」の試作を始めた。翌2017年から取り組みに賛同したミズノと共同で開発を進め、試作品を用いた運動教室では9割以上の子供が遠投の飛距離を伸ばしたという。小山は「投げることは全身を使うので、様々な運動能力を引き上げることが出来る」と語っている。「エリプスセンス」は2019年1月にミズノから発売された。

## 研究分野
- ライフサイエンス / 体育、身体教育学
- ライフサイエンス / スポーツ科学

## 著作

### 著書
- 『現代社会のスポーツ総合学』（成文堂、2012年）
- 『野球選手の肉体改造』（ベースボール・マガジン社、2014年）
- 『脳と体を育む0歳からのボール遊び運動』（ベースボール・マガジン社、2018年）

### 論文
- 『大学野球選手にみられる足首骨格の特徴と競技能力の関係』（2011年）
- 『立正大学の生活状態に関する一考察』（2011年）
- 『小学校1年生を対象にした投運動学習に関する研究：用具としての楕円ボールがこどもの投運動に与える影響』（小山啓太, 山西哲郎, 木山慶子、群馬大学教育実践研究第37号、2020年）
- 『発達障害児のボール運動訓練による社会性発達に関する一考察』（小山啓太, 木山慶子、群馬大学教育実践研究、2021年）
- 『An investigation into the measurement properties of the King-Devick Eye Tracking system』（M. Hecimovich, D. King, M. Murphy, K. Koyama.　Journal of Concussion、2022年）

### MISC（論文を除いた雑誌寄稿など）
- 『「保健体育」の必要性についての一考察』（2014年）
- 『米国の大学スポーツについて』（2014年）
- 『旭川スポーツ誕生ものがたり』（2016年）
- 『北海道開拓期のスポーツ史に関する一考察 -北海道北部地方を中心としてみる北海道スポーツ史-』（「旭川スポーツ研究会報」2017年1月）

## 受賞歴
- 2018年4月 Emporia State University 学術栄誉殿堂
- 2018年12月 世界教育会議　最優秀研究発表賞　Motor Skills Training and Social Skills Development in Children with Autism Spectrum Disorder

## 所属学・協会
- 全米アスレティック・トレーナー協会
- アメリカスポーツ医学会
- 日本アスレティックトレーナー機構
- ミシガン州スポーツ医科学会
- スポーツ史学会
- 日本発達性協調運動障害学会